# Asyndetus
Asyndetus is een vliegengeslacht uit de familie van de slankpootvliegen (Dolichopodidae).

## Soorten
- A. ammophilus Loew, 1869
- A. appendiculatus Loew, 1869
- A. aurocupreus Strobl, 1909
- A. caudatus Van Duzee, 1916
- A. connexus (Becker, 1902)
- A. cornutus Van Duzee, 1916
- A. crassipodus Harmston, 1968
- A. exunguis Parent, 1927
- A. flavipalpus Van Duzee, 1932
- A. harbeckii Van Duzee, 1914
- A. hardyi Robinson, 1964
- A. interruptus (Loew, 1861)
- A. johnsoni Van Duzee, 1916
- A. latifrons (Loew, 1857)
- A. latus Van Duzee, 1916
- A. longicornis Negrobov, 1973
- A. melanopselaphus Stackelberg, 1952
- A. negrobovi Parvu, 1989
- A. nevadensis Harmston, 1968
- A. nigripes Van Duzee, 1916

- A. occidentalis Van Duzee, 1919
- A. oregonensis Harmston, 1966
- A. parvicornis Van Duzee, 1932
- A. scopifer Harmston, 1952
- A. separatus (Becker, 1902)
- A. severini Harmston and Knowlton, 1939
- A. spinitarsis Harmston, 1951
- A. syntormoides Wheeler, 1899
- A. texanus Van Duzee, 1916
- A. utahensis Harmston and Knowlton, 1942
- A. varus Loew, 1869